# Ngen-kütral
Ngen-kütral es un tipo de espíritu Ngen dueño del fuego, perteneciente a la mitología mapuche.

## Descripción
Los Mapuches indican que el fuego fue dejado por los espíritus creadores junto a un Ngen-kütral para su cuidado. Se le considera como dueño de casa que reside en el fogón de la ruca. Con un soplo, vuelve a prenderse dando calor y comida caliente para la familia.
Sin embargo, otros mapuches afirman que el fuego fue hecho por el hombre y, por tanto, carecería de un ngen.